# 巴蘭 (白俄羅斯)
巴蘭（羅馬化：Barań）是白俄羅斯的城市，位於首都明斯克東北191公里，距離首府維捷布斯克71公里，由維捷布斯克州負責管轄，2011年人口11,628。第二次世界大戰期間，納粹德國在1941年7月16日至1944年6月27日佔領該鎮。